# Рогова, Оксана Александровна
Окса́на Алекса́ндровна Ро́гова (род. 7 октября 1978, Тамбов) — российская легкоатлетка, специалистка по тройному прыжку. Выступала за сборную России по лёгкой атлетике в 1996—2006 годах, победительница Универсиады в Тэгу, чемпионка и призёрка первенств национального значения, участница летних Олимпийских игр в Сиднее. Представляла Тамбовскую область. Мастер спорта России международного класса.

## Биография
Оксана Рогова родилась 7 октября 1978 года в Тамбове.
Начала заниматься лёгкой атлетикой в 1993 году, проходила подготовку под руководством тренера А. Н. Иванова. Представляла спортивное общество «Спартак» и Вооружённые силы (Тамбов). Окончила Тамбовский государственный университет.
Впервые заявила о себе в тройном прыжке в сезоне 1996 года, когда вошла в состав российской национальной сборной и выступила на юниорском мировом первенстве в Сиднее, где с результатом 13,49 стала четвёртой.
В 1999 году завоевала серебряную медаль на молодёжном европейском первенстве в Гётеборге и побывала на взрослом чемпионате мира в Севилье — заняла здесь девятое место, прыгнув в финале на 14,16 метра.
В 2000 году стала серебряной призёркой на зимнем чемпионате России в Волгограде, тогда как на последовавшем чемпионате Европы в помещении в Генте показала пятый результат. На летнем чемпионате России в Туле так же получила серебро. По итогам чемпионата удостоилась права защищать честь страны на Олимпийских играх в Сиднее — с результатом 13,97 метра расположилась в итоговом протоколе соревнований на восьмой строке.
После сиднейской Олимпиады Рогова осталась в основном составе российской национальной сборной и продолжила принимать участие в крупнейших международных стартах. Так, в 2001 году она выиграла серебряную медаль на зимнем чемпионате России в Москве, стала пятой на чемпионате мира в помещении в Лиссабоне.
На чемпионате России 2002 года в Чебоксарах с личным рекордом 14,59 метра превзошла всех своих соперниц в тройном прыжке и завоевала золотую медаль.
Будучи студенткой, в 2003 году представляла страну на Универсиаде в Тэгу, откуда привезла награду золотого достоинства, выигранную в тройном прыжке.
В 2004 году на чемпионате России в Туле стала бронзовой призёркой.
В 2005 году на зимнем чемпионате России в Волгограде взяла бронзу, в то время как на чемпионате Европы в помещении в Мадриде не сумела преодолеть предварительный квалификационный этап.
В 2006 году добавила в послужной список ещё одну бронзовую награду, полученную на зимнем чемпионате России в Москве. Принимала участие в Кубке Европы в помещении в Льевене, где с результатом 14,08 метра победила в личном зачёте тройного прыжка и тем самым помогла своим соотечественницам выиграть общий командный зачёт. На летнем чемпионате России в Туле была третьей.
За выдающиеся спортивные результаты удостоена почётного звания «Мастер спорта России международного класса».